# Pacyfikacja Pardysówki
Pacyfikacja Pardysówki – czterokrotne pacyfikacje na polskiej ludności cywilnej dokonane przez okupantów niemieckich 14 lutego 1943, następnie 29 marca 1943, 2 czerwca 1943 i 22 czerwca 1944 w Pardysówce, obecnie dzielnicy Józefowa na Zamojszczyźnie.

## Zbrodnie niemieckie w Pardysówce
Podczas II wojny światowej i okupacji Polski przez III Rzeszę Niemiecką 14 lutego 1943 SS-mani i żandarmi niemieccy aresztowali kilkunastu mieszkańców a 5 rozstrzelali.
Po raz drugi Niemcy z SS spacyfikowali Pardysówkę 29 marca 1943. Aresztowali ludzi podejrzanych o uczestnictwo w ruchu oporu, z których 33 rozstrzelali, a 39 wywieźli do obozu w Zamościu. Dokonali też grabieży wartościowych przedmiotów, inwentarza żywego i martwego. Podpalili wieś. Strzelali potem do uciekających ludzi z palących się domów. Ranną Magdalenę Kusiak wrzucili do płonących zabudowań.
2 czerwca 1943 nastąpił nalot samolotów niemieckich Luftwaffe i zrzucenie bomb zapalających, które zburzyły 5 gospodarstw. Następnie do wsi wkroczyły oddziały wojskowe, które zamordowały 6 osób.
22 czerwca 1944 do wsi weszły oddziały Wehrmachtu i SS, które aresztowały ludzi, którzy nie zdążyli zbiec do lasów. Kilkanaście osób Niemcy wysłali do obozu w Zwierzyńcu a następnie do obozu KL Majdanek.
W miejscowości znajduje się pomnik poświęcony pomordowanym.